# Inițiatul
Inițiatul (1991) (titlu original The Adept) este un roman fantasy scris în colaborare de Katherine Kurtz și Deborah Turner Harris. Este prima carte din seria Inițiatul.

## Intriga
Din muzeul de la Mossiecaim House este furată o sabia Hepburn, care îi aparținuse "contelui vrăjitor" Francis Hepburn, mort în secolul al XVII-lea. Imediat ce află de acest furt, Sir Adam Sinclair, psihiatru în lumea noastră și Maestru al Vănătorii în lumile nevăzute, bănuiește că este vorba de acțiunea unui grup care practică magia neagră.
Împreună cu bunul său prieten, ofițerul de poliție Noel McLeod (de asemenea un Inițiat), Adam pornește în descâlcirea ițelor acestei afaceri. În acest timp, el îl cunoaște pe Peregrine Lovat, un pictor care este covârșit de ceea ce el consideră un blestem al vieții sale: poate vedea dincolo de perdeaua timpului, oamenii pe care îi pictează apărându-i înconjurați de spectrul morții lor.
Adam îl ajută să învețe să își controleze această putere, orientând-o spre un alt scop. Astfel, Lovat începe să vadă oamenii așa cum au arătat în viețile lor trecute, ruinele așa cum au arătat în vremurile de demult, precum și evenimentele care s-au petrecut recent într-un anumit loc. Astfel, el îi ajută pe cei doi Inițiați să deslușească misterul din spatele unui act de magie neagră barbar, în care mumia lui Michael Scot, un călugăr mort în secolul al XII-lea, este readusă la viață. Necunoscuții au făcut acest lucru cu ajutorul protecției săbiei Hepburn, pentru a afla locul în care călugărul a ascuns comoara și învățăturile sale.
În timp ce Adam și Peregrine pornesc în căutarea unei piste care să le indice castelul lângă care și-a ascuns Scot comoara, din castelul clanului McLeod este furat Steagul Ielelor, despre care legenda spune că a fost dăruit de iele acestui clan, ca semn de prietenie. Bănuind că steagul a fost furat pentru protecția pe care o poate oferi în fața ielelor care păzesc comoara lui Scot, Adam, Noel și Peregrine găsesc locul căutat de răufăcători și îi împiedică să-și pună planul în aplicare.